# Teri Garr
Terry Ann «Teri» Garr (Lakewood, Ohio, 11 de diciembre de 1944 - Los Ángeles, California, 29 de octubre de 2024) fue una actriz y cómica estadounidense nominada al Premio Oscar a la mejor actriz de reparto en 1982 por la película Tootsie. También fue muy popular por su actuación en la película Young Frankenstein (1974).

## Biografía

### Primeros años
Garr nació en Lakewood, Ohio. Su padre, Eddie Garr (nacido Gonnoud), fue un artista de vaudeville, cómico y actor cuya carrera llegó al cénit con el papel principal en el drama de Broadway Tobacco Road. Su madre, Phyllis Lind (nacida Emma Schmotzer), era una bailarina y modelo. Garr se graduó de la Magnificat High School, una escuela católica femenina ubicada en Rocky River, Ohio. Asistió a la Universidad de California y al Actor's Studio, para ampliar su formación.

### Carrera
Teri apareció en numerosas películas con diferentes nombres en los créditos (Terri Garr, Terry Garr, Teri Hope, o Terry Carr). Su debut en el cine fue como extra en 1963 con la película A Swingin' Affair. Durante sus inicios, apareció en diferentes películas de Elvis Presley, normalmente como bailarina; en una de ellas coincidió con una debutante Raquel Welch. También tuvo un cameo como dama en la película del grupo The Monkees (Head). También tuvo un papel en The Andy Griffith Show. 
Garr poco a poco fue teniendo mayor protagonismo. Su época dorada fue en la década de 1970 y principios de la década de 1990 con distintas películas. Su primer rol en una cinta de peso fue en el drama criminal de Francis Ford Coppola La Conversación, junto a Gene Hackman, John Cazale, Frederic Forrest, Harrison Ford y Robert Duvall. Pero el papel que le lanzó al estrellato sería el de la sexy Inga, asistente del doctor Frankenstein en El jovencito Frankenstein. Después llegarían Oh, God!, Encuentros en la tercera fase, El corcel negro y Mr. Mom. Fue nominada a los Premios Óscar por su papel de amiga de Dustin Hoffman en Tootsie.
Garr también apareció con cierta frecuencia en televisión. Después de aparecer en The Andy Griffith Show también tuvo papeles en Batman en 1966 (episodio 7, sin figurar en los títulos), y en Star Trek en el episodio «Assignment: Earth» (1968). Otras intervenciones fueron The Sonny and Cher Comedy Hour, The Ken Berry 'Wow' Show, The Burns and Schreiber Comedy Hour, The Bob Newhart Show, y Barnaby Jones, entre otros. También apareció en Saturday Night Live en tres ocasiones a finales de las décadas de 1970 y 1980 así como en el show de David Letterman. En la década de 1990, tuvo un papel en la serie Friends como la extraña madre biológica de Lisa Kudrow.
En octubre de 2002, Garr hizo público que sufría esclerosis múltiple. Después de años de secretismo sobre su estado de salud, Garr explicó sus razones para hacerlo público: «Explico mi historia por primera vez para intentar ayudar a gente que sufre la enfermedad. Puedo decir a esa gente que no está sola y que hay razones para ser optimista porque hay tratamientos posibles». No se ha esclarecido desde cuánto tiempo sufre la enfermedad; en 2002, explicó a Larry King que lo sufría desde hacía 19 años, pero en 2005, cuando hacía promoción del libro, dijo que desde hacía 25. En cualquier caso, se puede datar el diagnóstico de su enfermedad entre 1980 y 1983.
Desde que Garr anunció que tenía esclerosis múltiple, se ha convertido en una activista sobre los riesgos de la enfermedad y la búsqueda económica para los tratamientos y la investigación. Es la embajadora en Estados Unidos de la National Multiple Sclerosis Society y de la National Chair for the Society's Women Against MS program (WAMS).
Fue madre adoptiva de una niña y residía en Los Ángeles. El 21 de diciembre de 2006, sufrió un aneurisma cerebral en su casa de Los Ángeles. Su hija de 13 años fue a ayudarla pero no la pudo levantar. Llevada a urgencias, su agente de relaciones públicas anunció una pronta recuperación de la actriz. Finalmente, Garr concedió una entrevista en Late Show with David Letterman el 19 de junio de 2008, al mismo tiempo que trabajó en Expired.
Garr murió por complicaciones de la esclerosis múltiple en su casa de Los Ángeles, el 29 de octubre de 2024, a la edad de 79 años.

## Premios y distinciones
Premios Óscar
| Año  | Categoría                          | Película | Resultado |
| ---- | ---------------------------------- | -------- | --------- |
| 1983 | Óscar a la mejor actriz de reparto | Tootsie  | Candidata |

## Filmografía

### Cine y televisión
- A Swingin' Affair (1963), de Jay O. Lawrence.
- El ídolo de Acapulco (Fun in Acapulco) (1963), de Richard Thorpe. Con Elvis Presley.
- Kissin' Cousins (1964), de Gene Nelson.
- Cita en Las Vegas (Viva Las Vegas) (1964), de George Sidney. Con Elvis Presley.
- Ella y sus maridos (What a Way to Go!) (1964), de J. Lee Thompson.
- Roustabout (1964), de John Rich.
- Pajama Party (1964), de Don Weis.
- The T.A.M.I. Show (1964)
- Un yanki en el harén (John Goldfarb, Please Come Home) (1965), de J. Lee Thompson.
- Peligro línea... 7000 (Red Line 7000) (1965), de Howard Hawks.
- The Cool Ones (1967), de Gene Nelson.
- Clambake (1967), de Arthur H. Nadel. Con Elvis Presley.
- For Pete's Sake (1968), de James F. Collier.
- Maryjane (1968), de Maury Dexter.
- Head (1968), de Bob Rafelson.
- Pecados de juventud (Changes) (1969), de Hall Bartlett.
- El infierno del Whisky (The Moonshine War) (1970), de Richard Quine.
- La conversación (The Conversation) (1974), de Francis Ford Coppola.
- El jovencito Frankenstein (Young Frankenstein) (1974), de Mel Brooks.
- Won Ton Ton, the Dog Who Saved Hollywood (1976), de Michael Winner.
- Oh, God! (1977), de Carl Reiner.
- Encuentros en la tercera fase (Close Encounters of the Third Kind) (1977), de Steven Spielberg.
- Java Junkie (1979), de Tom Schiller.
- El corcel negro (The Black Stallion ) (1979), de Carroll Ballard.
- Witches' Brew (1980), de Richard Shorr y Herbert L. Strock.
- Honky Tonk Freeway (1981)
- Corazonada (One from the Heart) (1982), de Francis Ford Coppola.
- Maestro en fugas (The Escape Artist) (1982), de Caleb Deschanel.
- Tootsie (1982), de Sydney Pollack.
- El golpe II (The Sting II) (1983), de Jeremy Kagan.
- Como uña y carne (The Black Stallion Returns) (1983), de Robert Dalva.
- Las locas peripecias de un señor mamá (Mr. Mom) (1983), de Stan Dragoti.
- Un extraño en casa (Firstborn ) (1984), de Michael Apted.
- After Hours (1985), de Martin Scorsese.
- La aventura más milagrosa jamás contada (Miracles) (1986), de Jim Kouf.
- Luna llena en agua azul (Full Moon in Blue Water) (1988), de Peter Masterson.
- Out Cold (1989), de Malcolm Mowbray.
- Let It Ride (1989), de Joe Pytka.
- Asesíneme, por favor (Short Time) (1990), de Gregg Champion.
- Waiting for the Light (1990), de Christopher Monger.
- Mom and Dad Save the World (1992), de Greg Beeman.
- Dos tontos muy tontos (Dumb and dumber) (1994), de Peter Farrelly.
- Prêt-à-Porter (1994), de Robert Altman.
- Perfect Alibi (1995), de Kevin Meyer.
- Michael (1996), de Nora Ephron.
- The Definite Maybe (1997), de Rob Rollins Lobl.
- Cambio de hábitos (Changing Habits) (1997), de Lynn Roth.
- El hada novata (A Simple Wish) (1997), de Michael Ritchie.
- Un grito en la noche(Nightscream) (1997)
- Kill the Man (1999), de Tom Booker.
- Aventuras en la Casa Blanca (Dick) (1999), de Andrew Fleming.
- El cielo se desploma (The Sky Is Falling) (2000), de Florrie Laurence.
- Ghost World (2001), de Terry Zwigoff.
- Asesina de ocasión: Amor en la mafia (Life Without Dick) (2002), de Bix Skahill.
- A Taste of Jupiter (2005), de Derek Diorio.
- ¡Peligro! menores sueltos (Unaccompanied Minors) (2006), de Paul Feig.
- Let It Ride (2006) (documental)
- Expired (2007), de Cecilia Miniucchi.
- Kabluey (2007), de Scott Prendergast.
- How to Marry a Billionaire (serie de televisión; 2011)

### Cortometrajes
- Where Is the Bus? (1966)
- The Absent-Minded Waiter (1977)
- Java Junkie (1979)
- Save the Rabbits (1994)
- God Out the Window (2007)